# Wang Enmao

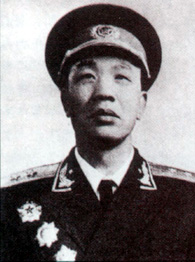
Wang Enmao, 1955

Wang Enmao (chinesisch 王恩茂, Pinyin Wáng Ēnmào, * 19. Mai 1912 in Yongxin, Provinz Jiangxi, Republik China; † 12. April 2001 in Peking) war ein chinesischer Politiker.

## Biografie
Wang Enmao wurde 1930 Mitglied der Kommunistischen Partei Chinas (KPCh) und war Teilnehmer am Langen Marsch der Roten Armee in den Jahren 1934 bis 1936, dem rund 12.000 Kilometer Marsch aus Jiangxi zur Flucht vor der Nationalen Armee unter dem Befehl von Chiang Kai-shek. Nach seiner Ankunft in Shanxi, das bereits von den Truppen von Mao Zedong verlassen wurde, bekämpfte er die Kaiserlich Japanische Armee während des Zweiten Weltkrieges. Nach der Niederlage Japans war er erneut Befehlshaber von Kampfaktionen gegen die Nationale Armee in der Endphase des Chinesischen Bürgerkrieges.
Nach der Gründung der Volksrepublik China am 1. Oktober 1949 übernahm er führende Aufgaben in der Partei- und Militärführung in der unruhigen und überwiegend von Moslems bewohnten Region Xinjiang sowie in der Provinz Jilin und der Militärregion Shenyang. Zwischen 1952 und 1967 war er Erster Sekretär der KP im Uigurischen Autonomen Gebiet Xinjiang. 1956 wurde er zudem Kandidat des Zentralkomitee der Kommunistischen Partei Chinas (ZK der KPCh), dem er bis 1966 angehörte.
Wie viele altgediente Parteifunktionäre wurde er während der Kulturrevolution von 1966 bis 1976 verfolgt, als die von Mao Zedong beeinflusste Rote Garde eine Rebellion gegen die etablierte Parteibürokratie auslöste. Erst 1975 erfolgte seine Rehabilitation und er wurde zum Stellvertretenden Befehlshaber der Militärregion von Nanjing ernannt. Im Anschluss war er von 1977 bis 1980 Gouverneur der Provinz Jilin, ehe er von 1981 bis 1985 erneut Erster Sekretär der KP im Uigurischen Autonomen Gebiet Xinjiang war. Zwischen 1977 und 1987 war er außerdem Mitglied des ZK Chinas.
Zuletzt war er von 1986 bis 1993 Stellvertretender Vorsitzender der Politischen Konsultativkonferenz des chinesischen Volkes (PKKCV), eines beratenden Gremiums im Staatsapparat der Volksrepublik China.